# سنت مارگارت، ساوت المهام
سنت مارگارت (به انگلیسی: St Margaret) یک روستا و محله مدنی در بریتانیا است که در Waveney واقع شده‌است. سنت مارگارت ۱۰۰ نفر جمعیت دارد.